# El Cholar
El Cholar är en ort i Argentina.   Den ligger i provinsen Neuquén, i den sydvästra delen av landet, 1 100 km väster om huvudstaden Buenos Aires. El Cholar ligger 1 225 meter över havet och antalet invånare är 734.
Terrängen runt El Cholar är huvudsakligen kuperad, men åt sydost är den platt. Trakten runt El Cholar är nära nog obefolkad, med mindre än två invånare per kvadratkilometer.. Det finns inga andra samhällen i närheten.
Omgivningarna runt El Cholar är i huvudsak ett öppet busklandskap.